# أليسون ألدرسون
أليسون ألدرسون (بالإنجليزية: Allison Alderson)‏ هي عارضة أمريكية، ولدت في 18 يناير 1977 في ناشفيل في الولايات المتحدة.

## وصلات خارجية
- أليسون ألدرسون على موقع IMDb (الإنجليزية)